# 통일사용설명서
통일사용설명서는 KBS 한민족방송(AM 972, 6015, 1170㎑)에서 방송되는 통일 관련 라디오 프로그램이다.
진행자는 엄지은 성우이며, 생방송은 매주 일요일 새벽 1시 10분부터 새벽 2시까지, 재방송은 매주 일요일 오후 4시 10분부터 오후 5시까지와 매주 일요일 밤 10시 10분부터 밤 11시까지, KBS 1라디오(전국, 수도권 기준 FM 97.3㎒, AM 711㎑) 본방송은 매주 일요일 오전 9시 5분부터 오전 9시 55분까지, 재방송은 매주 월요일 새벽 2시부터 새벽 2시 50분까지이다. 단, 이 프로그램은 모두 전국방송이다.

## 역사
2019년 4월 28일에 첫방송을 시작했으며, 원래는 KBS 1라디오에서 방송됐으나, 2021년 10월 3일부터 KBS 한민족방송으로 채널을 이관했다.

## 역대 진행자

### KBS 1라디오
- 2019년 4월 28일 ~ 2021년 6월 13일 : 이정민 기자
- 2021년 6월 20일 ~ 2021년 9월 26일 : 김태규 아나운서

### KBS 한민족방송
- 2021년 10월 3일 ~ 2023년 12월 31일 : 김정환 기자
- 2024년 1월 7일 ~ 2024년 5월 19일 : 강한별 성우
- 2024년 5월 26일 ~ 현재 : 엄지은 성우